# Sistema di numerazione giapponese
Il sistema di numerazione giapponese è la tecnica tradizionale di numerazione usata nella lingua giapponese. La scrittura dei numeri giapponesi è interamente basata sui corrispondenti numeri cinesi e i numeri molto grandi seguono la tradizione cinese del raggruppamento per 10.000. Esistono due modalità per la pronuncia dei numeri in lingua giapponese: la prima è basata sulla pronuncia sino-giapponese on'yomi (letture dei caratteri in cinese) e l'altra è basata sul giapponese kun'yomi.
Modernamente, in Giappone, viene generalmente preferita la numerazione araba a quella tradizionale, tuttavia nel parlato i numeri vengono pronunciati come se si stesse leggendone i kanji: ad esempio 1 000 000 (un milione) viene letto 百万 (hyakuman), "cento decine di migliaia".

## Numerazione
In giapponese per i numeri esistono due modalità di scrittura: in cifre indo-arabe (1, 2, 3) o in numeri cinesi (一,二,三). Le cifre indo-arabe sono più spesso utilizzate nella scrittura orizzontale, le cifre cinesi sono più comuni nella scrittura verticale.
Generalmente i numeri si scrivono con due simboli diversi: uno derivato dal cinese utilizzato per i numeri cardinali e uno  giapponese utilizzato per i numeri ordinali, anche se esistono eccezioni in cui la versione giapponese è preferita per entrambi gli usi.
| Numero | Simbolo  | Simbolo  | Simbolo  | Simbolo  | Simbolo  | Simbolo      | Simbolo      | Simbolo      | Simbolo      | Lettura principale | Lettura On / 音読み           | Lettura Kun / 訓読み |
| Numero | Comune   | Formale  | Formale  | Formale  | Formale  | Arcaico      | Arcaico      | Arcaico      | Arcaico      | Lettura principale | Lettura On / 音読み           | Lettura Kun / 訓読み |
| Numero | Comune   | In uso   | In uso   | Obsoleto | Obsoleto | Semplificato | Semplificato | Tradizionale | Tradizionale | Lettura principale | Lettura On / 音読み           | Lettura Kun / 訓読み |
| ------ | -------- | -------- | -------- | -------- | -------- | ------------ | ------------ | ------------ | ------------ | ------------------ | ----------------------------- | -------------------- |
| 0      | 〇       | 零       | 零       | 零       | 零       | 零           | 零           | 零           | 零           | zero               | rei / れい                    |                      |
| 1      | 一       | 壱       | 壱       | 弌       | 壹       | 壹           | 壹           | 壹           | 壹           | ichi               | ichi / いち                   | hito / ひと;         |
| 2      | 二       | 弐       | 弐       | 貮       | 貳       | 贰           | 贰           | 貳           | 貳           | ni                 | ni / に                       | futa / ふた          |
| 3      | 三       | 参       | 参       | 弎       | 弎       | 叁           | 叁           | 參           | 叄           | san                | san / さん                    | mi / み              |
| 4      | 四       | 肆       | 肆       | 肆       | 肆       | 亖           | 亖           | 肆           | 䦉           | yon                | shi / し                      | yon / よん           |
| 5      | 五       | 伍       | 伍       | 伍       | 伍       | 伍           | 伍           | 伍           | 伍           | go                 | go / ご                       | itsu / いつ          |
| 6      | 六       | 陸       | 陸       | 陸       | 陸       | 陆           | 陆           | 陸           | 陸           | roku               | roku / ろく                   | mu / む              |
| 7      | 七       | 質       | 漆       | 柒       | 柒       | 柒           | 柒           | 柒           | 漆           | shichi             | shichi / しち                 | nana / なな          |
| 8      | 八       | 捌       | 捌       | 捌       | 捌       | 捌           | 捌           | 捌           | 捌           | hachi              | hachi / はち                  | ya / や              |
| 9      | 九       | 玖       | 玖       | 玖       | 玖       | 玖           | 玖           | 玖           | 玖           | kyū                | kyū / きゅう                  | kokono / ここの      |
| 10     | 十       | 什       | 什       | 拾       | 拾       | 什           | 什           | 拾           | 拾           | jū                 | jū / じゅう                   | tō / とお            |
| 20     | 二十     | 弐什     | 弐什     | 貮拾     | 貳拾     | 廾           | 卄           | 廿           | 廿           | nijū               | nijū / にじゅう               | futatō / ふたとお    |
| 30     | 三十     | 参什     | 参什     | 弎拾     | 弎拾     | 卅           | 卅           | 丗           | 丗           | sanjū              | sanjū / さんじゅう            | mitō / みとお        |
| 40     | 四十     | 肆什     | 肆什     | 肆拾     | 肆拾     | 卌           | 卌           | 卌           | 卌           | yontō              | shijū / しじゅう              | yontō / よんとお     |
| 100    | 百       | 陌       | 陌       | 佰       | 佰       | 佰           | 佰           | 佰           | 佰           | hyaku              | hyaku / ひゃく                | momo / もも          |
| 200    | 二百     | 弐百     | 弐百     | 貮佰     | 貳佰     | 皕           | 皕           | 皕           | 皕           | nihyaku            | nihyaku / にひゃく            | futamomo / ふたもも  |
| 1 000  | 千       | 阡       | 阡       | 仟       | 仟       | 仟           | 仟           | 仟           | 仟           | sen                | sen / せん                    | chi / ち             |
| 104    | 万       | 萬       | 萬       | 萬       | 萬       | 萬           | 萬           | 萬           | 萬           | man                | man / まん                    | yorozu / よろず      |
| 108    | 億       | 億       | 億       | 億       | 億       | 億           | 億           | 億           | 億           | oku                | oku / おく                    | o / お               |
| 1012   | 兆       | 兆       | 兆       | 兆       | 兆       | 兆           | 兆           | 兆           | 兆           | chō                | chō / ちょう                  | kiza / きざ          |
| 1016   | 京       | 京       | 京       | 京       | 京       | 京           | 京           | 京           | 京           | kei                | kei / けい                    | miyako / みやこ      |
| 1020   | 垓       | 垓       | 垓       | 垓       | 垓       | 垓           | 垓           | 垓           | 垓           | gai                | gai / がい                    | hate / はて          |
| 1024   | 秭       | 秭       | 秭       | 秭       | 秭       | 秭           | 秭           | 秭           | 秭           | shi                | shi / し                      | jo / じょ            |
| 1028   | 穣       | 穣       | 穣       | 穣       | 穣       | 穣           | 穣           | 穣           | 穣           | jō                 | jō / じょう                   | yuta / はて          |
| 1032   | 溝       | 溝       | 溝       | 溝       | 溝       | 溝           | 溝           | 溝           | 溝           | kō                 | kō / こう                     | mizo / みぞ          |
| 1036   | 澗       | 澗       | 澗       | 澗       | 澗       | 澗           | 澗           | 澗           | 澗           | kan                | kan / かん                    | tani / たに          |
| 1040   | 正       | 正       | 正       | 正       | 正       | 正           | 正           | 正           | 正           | sei                | sei / せい                    | masa / まさ          |
| 1044   | 載       | 載       | 載       | 載       | 載       | 載           | 載           | 載           | 載           | sai                | sai / さい                    | no / の              |
| 1048   | 極       | 極       | 極       | 極       | 極       | 極           | 極           | 極           | 極           | goku               | goku / ごく                   | kiwa / きわ          |
| 1052   | 恒河沙   | 恒河沙   | 恒河沙   | 恒河沙   | 恒河沙   | 恒河沙       | 恒河沙       | 恒河沙       | 恒河沙       | gōgasha            | gōgasha / ごうがしゃ          |                      |
| 1056   | 阿僧祇   | 阿僧祇   | 阿僧祇   | 阿僧祇   | 阿僧祇   | 阿僧祇       | 阿僧祇       | 阿僧祇       | 阿僧祇       | asōgi              | asōgi / あそうぎ              |                      |
| 1060   | 那由他   | 那由他   | 那由他   | 那由他   | 那由他   | 那由他       | 那由他       | 那由他       | 那由他       | nayuta             | nayuta / なゆた,              |                      |
| 1064   | 不可思議 | 不可思議 | 不可思議 | 不可思議 | 不可思議 | 不可思議     | 不可思議     | 不可思議     | 不可思議     | fukashigi          | fukashigi / ふかしぎ          |                      |
| 1068   | 無量大数 | 無量大数 | 無量大数 | 無量大数 | 無量大数 | 無量大数     | 無量大数     | 無量大数     | 無量大数     | muryōtaisū         | muryōtaisū / むりょうたいすう |                      |

I numeri intermedi vengono ottenuti combinando i vari kanji. Le decine dal 20 al 90 vengono formate anteponendo i numeri dal 2 al 9 al kanji per "10", ad esempio 二十 è 20, 四十 40 e così via. Lo stesso avviene per gli altri numeri: nel caso delle centinaia, i numeri dall'1 al 9 vengono anteposti al kanji per "100": 三百 è 300, 三百六十 360, 七百四十二 742. Lo stesso avviene per le migliaia (千), le decine di migliaia (万) e così via. 億 (oku) e 兆 (chō) sono piuttosto rari, mentre 京 (kei) e 垓 (gai) non vengono praticamente mai utilizzati.
Nell'espressione delle percentuali, il numero viene letto in giapponese, mentre il "percento" viene letto con la pronuncia inglese (percent, pronunciato pāsento dai giapponesi). Ad esempio 50% viene letto gojūpāsento.
Per rappresentare un tasso o una rata sono usate queste parole:
| Esponente                      | 10-1 | 10-2 | 10-3 | 10-4 | 10-5  | 10-6 | 10-7 | 10-8 | 10-9 | 10-10 | 10-11 | 10-12 | 10-13 | 10-14   | 10-15 | 10-16    | 10-17  | 10-18   | 10-19   | 10-20 | 10-21 | 10-22  | 10-23  | 10-24       |
| Sistema per unità tradizionali |      |      |      |      |       |      |      |      |      |       |       |       |       |         |       |          |        |         |         |       |       |        |        |             |
| Simbolo                        | 分   | 厘   | 毛   | 糸   | 忽    | 微   | 繊   | 沙   | 塵   | 埃    | 渺    | 漠    | 模糊  | 逡巡    | 須臾  | 瞬息     | 弾指   | 刹那    | 六徳    | 虚空  | 清浄  | 阿頼耶 | 阿摩羅 | 涅槃寂静    |
| Lettura                        | bu   | rin  | mō   | shi  | kotsu | bi   | sen  | sha  | jin  | ai    | byō   | baku  | moko  | shunjun | shuyu | shunsoku | danshi | setsuna | rittoku | kokū  | shōjō | araya  | amara  | nehanjakujō |
| Sistema per percentuali        |      |      |      |      |       |      |      |      |      |       |       |       |       |         |       |          |        |         |         |       |       |        |        |             |
| Simbolo                        | 割   | 分   | 厘   | 毛   | 糸    |      |      |      |      |       |       |       |       |         |       |          |        |         |         |       |       |        |        |             |
| Lettura                        | wari | bu   | rin  | mō   | shi   |      |      |      |      |       |       |       |       |         |       |          |        |         |         |       |       |        |        |             |

per esempio:
一割五分引き (ichi-wari go-bu biki?, 15% di sconto)
打率三割八分九厘 (daritsu san-wari hachi-bu kyū-rin?, media di battuta .389)
Nell'uso moderno le frazioni decimali sono scritte coi numeri arabi e le cifre vengono lette in successione, con la convenzione occidentale.